# Nicidion
Nicidion is een geslacht van borstelwormen uit de familie van de Eunicidae.

## Soorten
- Nicidion amoureuxi (Rullier, 1974)
- Nicidion angeli (Carrera-Parra & Salazar-Vallejo, 1998)
- Nicidion cariboea (Grube, 1856)
- Nicidion cincta Kinberg, 1865
- Nicidion fuscafasciata Treadwell, 1922
- Nicidion hentscheli (Augener, 1931)
- Nicidion insularis (Nogueira, Steiner & Amaral, 2001)
- Nicidion longula (Ehlers, 1887)
- Nicidion megabalanicola Hsueh & Li, 2014
- Nicidion mikeli (Carrera-Parra & Salazar-Vallejo, 1998)
- Nicidion mutilata (Webster, 1884)
- Nicidion notata (Treadwell, 1921)
- Nicidion obtusa (Verrill, 1900)
- Nicidion samoae (Hartmann-Schröder, 1965)

### Synoniemen
- Nicidion brevis Ehlers, 1887 => Eunice brevis (Ehlers, 1887)
- Nicidion edentulum Ehlers, 1901 => Palola edentulum (Ehlers, 1901)
- Nicidion gallapagensis Kinberg, 1865 => Palola edentulum (Ehlers, 1901)
- Nicidion gracilis Crossland, 1904 => Eunice wasinensis Fauchald, 1992
- Nicidion imogena Monro, 1924 => Eunice imogena (Monro, 1924)
- Nicidion incerta Hansen, 1882 => Eunice cariboea Grube, 1856 => Nicidion cariboea (Grube, 1856)
- Nicidion kinbergi Webster, 1884 => Eunice goodei Fauchald, 1992
- Nicidion leucodon Ehlers, 1901 => Palola leucodon (Ehlers, 1901)
- Nicidion longicirrata Kinberg, 1865 => Eunice longicirrata (Kinberg, 1865)